# Katsuichirō Kamei
Pour les articles homonymes, voir Kamei.
Kamei Katsuichirō 亀井 勝一郎; 6 février 1907 à Hakodate - 14 novembre 1966) est un critique littéraire et écrivain japonais.

## Biographie
Katsuichirō Kamei étudie la littérature à l'université de Tokyo. En 1927 il rejoint le Shinjinkai 新人会 et se passionne pour Marx et Lénine. En raison d'infractions supposées aux lois de préservation de la paix, il est emprisonné à partir d'avril 1928 jusqu'en 1930 à Toyotama (豊多摩刑務所,  Toyotama keimusho). En 1934, il édite d'abord le journal Genjitsu (現実) « Réalité », et un an plus tard le journal Nihon Romanha (日本浪曼派) « L'école japonaise de Man'yoshu » dans lequel il fait paraître des critiques.
En 1937 paraît L'éducation du genre humain -  Essai sur Goethe (人間教育（ゲエテへの一つの試み）), pour lequel il reçoit l'année suivante le prix Shinzaburō Iketani. En 1950, il est lauréat du prix Yomiuri dans la catégorie Critiques / Biographies pour Kyōnendo no shōsakuhin.
Avec Yasuda Yojūrō, Katsuichirō Kamei est considéré comme le principal représentant de l'école romantique japonaise.

## Œuvres (sélection)
- 1937 Ningen kyōiku: Goethe e no hitotsu no kokoromi (人間教育 ゲェテへの一つの試み)
- 1939 Shimazaki Tōson (島崎藤村)
- 1939 Sakka-ron (作家論) - « Théorie de l'écrivain »
- 1944 Nihonjin no shi (日本人の死) - « Mort d'un Japonais »
- 1946 Shōtoku Taishi (聖徳太子) - « Prince Shotoku »
- 1948 Hyakuzō Kurata hyōden (倉田百三評伝) - « Biographie de Kurata Hyakus »